# Estadio Municipal Roberto Bravo Santibáñez
Das Estadio Municipal Roberto Bravo Santibáñez (deutsch: Städtisches Roberto-Bravo-Santibáñez-Stadion) ist ein Stadion in der chilenischen Stadt Melipilla. Es wurde im Jahre 1942 eröffnet und fasst heute 3.000 Zuschauer. Das Stadion wurde nach dem lokalen Politiker Roberto Bravo Santibáñez benannt, der erst als Landwirt und später zum Bürgermeister von Melipilla gewählt wurde.
Die heimischen Fußballvereine Deportes Melipilla und Deportivo Luis Musrri tragen hier ihre Heimspiele aus. 